# Adzhakhur
Adzhakhur är en ort i Azerbajdzjan.   Den ligger i distriktet Qusar Rayonu, i den nordöstra delen av landet, 190 kilometer nordväst om huvudstaden Baku. Adzhakhur ligger 1 075 meter över havet och antalet invånare är 786.
Terrängen runt Adzhakhur är lite bergig, och sluttar norrut. Närmaste större samhälle är Hil, 13,1 kilometer öster om Adzhakhur. 
Omgivningarna runt Adzhakhur är en mosaik av jordbruksmark och naturlig växtlighet. Runt Adzhakhur är det ganska glesbefolkat, med 48 invånare per kvadratkilometer.